# Distriktsrabbinat Regensburg
Das Distriktsrabbinat Regensburg entstand nach den Vorschriften des bayerischen Judenedikts von 1813 in Regensburg. 
Im Jahr 1931 wurde das Distriktsrabbinat Sulzbürg mit Sitz in Neumarkt in der Oberpfalz mit dem Distriktsrabbinat Regensburg zum neuen Distriktsrabbinat Regensburg-Neumarkt zusammengeschlossen. Nach der Pensionierung des Rabbiners Magnus Weinberg am 31. Dezember 1935 wurde 1936 das Rabbinat Regensburg-Neumarkt mit dem Distriktsrabbinat Bayreuth und dem Rabbinat Hof vereinigt.

## Aufgaben
Die Aufgaben umfassten Beratungen über Schulangelegenheiten, die Verwaltung von Stiftungen und die Verteilung von Almosen. Zur Finanzierung der Distriktsrabbinate wurden Umlagen von den einzelnen jüdischen Gemeinden bezahlt.

## Gemeinden des Distriktsrabbinats
- Jüdische Gemeinde Landshut
- Jüdische Gemeinde Passau
- Jüdische Gemeinde Regensburg
- Jüdische Gemeinde Straubing

## Distriktsrabbiner
- 1801 bis 1832: Jacob Seligmann Weil
- 1836 bis 1849: Seligmann Schlenker und Emanuel Sonnentheil (beide zusammen als Rabbinatsverweser)
- 1849 bis 1860: Seligmann Schlenker (gestorben 1860)
- 1860  bis 1880: Mayer Löwenmayer (Distriktsrabbiner in Sulzbürg als Rabbinatsverweser)
- 1881 bis 1925: Seligmann Meyer
- 1927 bis 1931: Harry Levy
- 1931 bis 1935: Magnus Weinberg
- 1936 Falk Felix Benjamin Salomon (nach 1938 emigriert)